# 李幼滋
李幼滋（1516年—1584年），字元樹，號義河，湖廣德安府應城（今湖北）人，明朝政治人物，同進士出身。

## 生平
年幼聰明，深受叔父李世熙鍾愛。嘉靖十三年（1534年）中甲午科湖廣鄉試第七十三名舉人。嘉靖二十六年（1547年）登丁未科三甲十二名同進士，與張居正同年，户部觀政，授行人。二十九年六月，授刑科給事中，嘉靖三十二年（1553年）閏三月，升戶科右给事中。次年六月，升礼科左给事中。嘉靖三十五年（1556年）三月，以考察降调，贬为福建邵武縣县丞。歷升安庆府推官、汝宁府同知，入为南京刑部员外郎、郎中。
嘉靖二十八年（1550年）爆發庚戌之变，義河上書：“敌垒卑小，宜于垣上增筑高台，营建房履，以栖火器。”被貴權所忌。。
嘉靖四十一年（1562年）任直隸淮安府知府。四十五年任常州府知府，隆慶元年（1567年）五月升山东按察司副使，復除山西副使，五年十二月升山东布政使司右参政，六年正月升太仆寺少卿，九月升大理寺右少卿，十月进左少卿。
万历元年（1573年）升太仆寺卿，九月升大理寺卿，二年升户部右侍郎，三年四月升左侍郎，五年九月升南京都察院右都御史、掌院事，六年（1578年）擢为工部尚书，開始治理黄河，起用河漕都御史潘季驯总理河工。七年十二月因久病乞休。万历八年（1580年）二月，治河工程勘毕奏报，黄河数段漕运畅通，加太子太保。万历十年（1582年）冬，称病致仕。万历十二年（1584年）望重东山，抱志而卒。

## 軼事
三壺為李幼滋的綽號，蓋因李幼滋茶壺、酒壺、尿壺一樣都不能缺，且李幼滋胃口極佳，一上席面就捨不得放筷子，所以經常胖得連喘氣都難。

## 家族
曾祖李瓊，曾任府知事。祖父李銘，曾任知縣。父李世秀，號漢涯，曾任監生。母陳氏。具庆下。從弟幼培、幼植、幼蕃、幼時、幼增。弟李幼淑，字元性，嘉靖二十八年己酉科舉人。